# Elwood Jensen

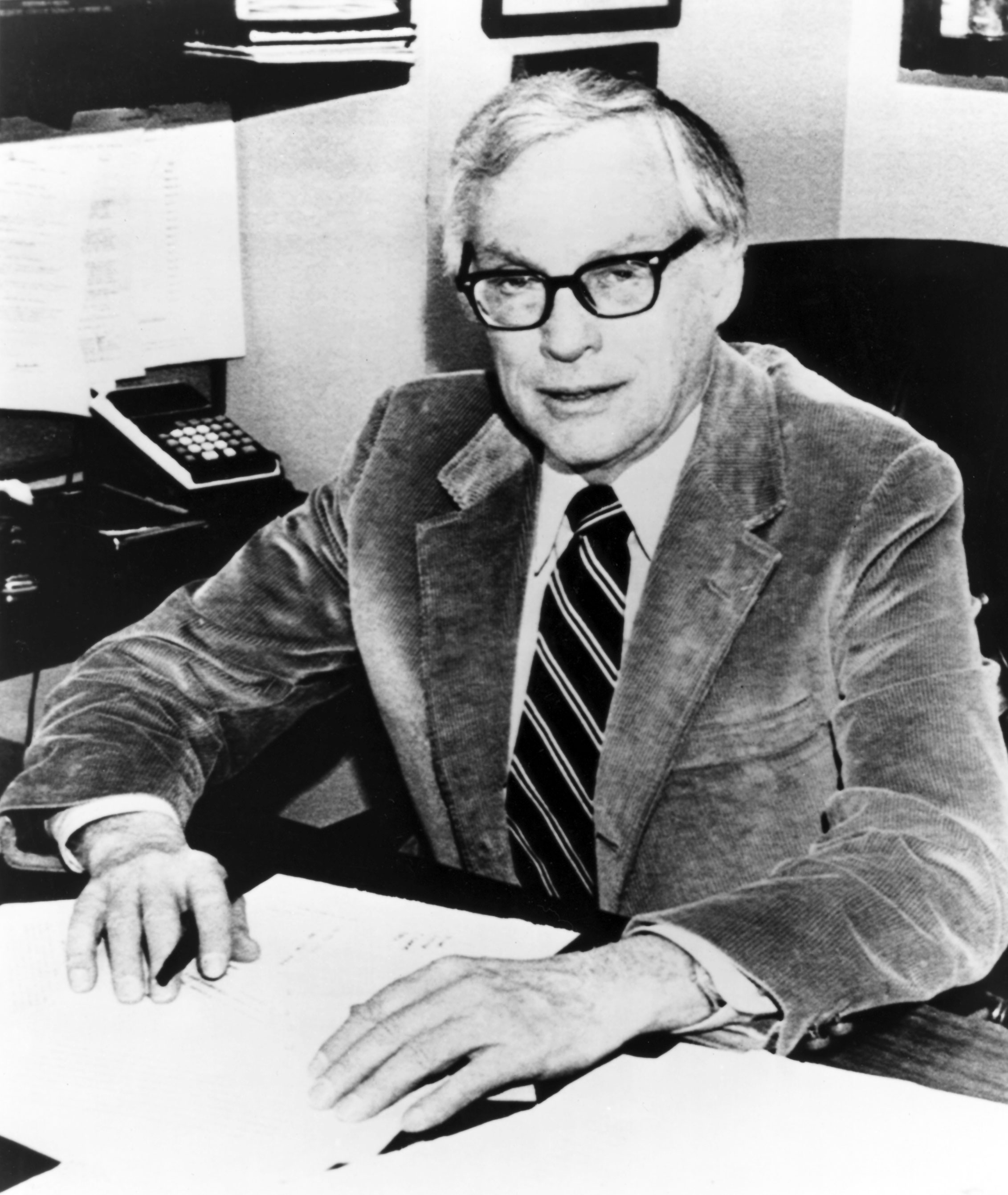
Elwood Jensen

Elwood V. Jensen, född 1920 i Fargo, North Dakota, död 16 december 2012 i Cincinnati, var en amerikansk kemist.
Efter att från 1924 ha växt upp i Springfield, Ohio tog han 1940 examen från Wittenberg College med kemi som huvudämne. Efter ett år som forskarstuderande vid University of Chicago avbröts hans studier av USA:s inträde i andra världskriget, och Jensen arbetade de kommande tre åren med kemiskt inriktad försvarsforskning, dels kring kemiska stridsmedel och dels kring syntetiskt gummi. Han gjorde i samband med detta två upptäckter i radikalkemi som gjorde att hans professor tillät honom att fortsätta med forskarstudierna på sin fritid, och han kunde därför färdigställa en doktorsavhandling i organisk kemi 1944.
Den krigstida forskningen kring toxiska substanser fick upp Jensens intresse för fysiologi och han lyckades efter kriget få ett stipendium för att åka till ETH Zürich och lära sig steroidkemi hos Leopold Ruzicka. Han återkom därefter till University of Chicago och dess medicinska fakultet, där han blev en del av det som från 1951 blev känt som Ben May Laboratory for Cancer Research, och som Charles Huggins då höll på att bygga upp. Jensen stannade där huvuddelen av sin karriär; 1969-1982 var han laboratoriets föreståndare. Efter sin pensionering 1990 har Jensen under långa perioder verkat som gästprofessor vid flera universitet, först vid Cornell University, under nästan sju år vid Universitetet i Hamburg, tre år vid Karolinska Institutet, och från 2002 University of Cincinnati.
Jensen har forskat på hormoner och receptorer (framför allt östrogenreceptorer) och har på så sätt bland annat ökat förståelsen kring faktorer som förklarar uppkomsten av bröstcancer.
Jensen är ledamot av The National Academy of Sciences sedan 1974 och av American Academy of Arts and Sciences sedan 1975. Han tilldelades Albert Lasker Award for Basic Medical Research 2004.